# Большие Березницы
Большие Березницы — деревня в Ям-Тёсовском сельском поселении Лужского района Ленинградской области.

## История
Впервые упоминается в Писцовой книге Водской пятины 1500 года, как деревня Березниче в Климентовском Тёсовском погосте Новгородского уезда.
Деревня Большие Березницы упоминается на карте Новгородского наместничества 1792 года А. М. Вильбрехта.

БОЛЬШИЕ БЕРЕЗНИЦЫ — деревня при реке Рыденке. Больше-Березницкого сельского общества, прихода села Климентовского.
 
Крестьянских дворов — 12. Строений — 35, в том числе жилых — 7. Маслобойня. 

Число жителей по семейным спискам 1879 г.: 14 м. п., 22 ж. п.; по приходским сведениям 1879 г.: 16 м. п., 24 ж. п.

В конце XIX — начале XX века деревня административно относилась к Тёсовской волости 3-го стана 3-го земского участка Новгородского уезда Новгородской губернии.

БОЛЬШИЕ БЕРЕЗНИЦЫ — деревня Березницкого сельского общества, дворов — 10, жилых домов — 10, число жителей: 18 м. п., 21 ж. п. 

Занятия жителей — земледелие, выпас телят. Река Рыденка. Мелочная лавка. (1907 год)

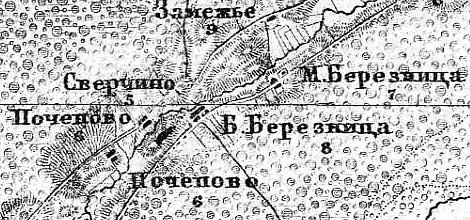
Деревня Большие Березницы на карте 1915 года

Согласно карте из «Исторического атласа Санкт-Петербургской Губернии» 1915 года деревня называлась Большая Березница и насчитывала 8 крестьянских дворов.
С 1917 по 1927 год деревня Большие Березницы входила в состав Тёсовской волости Новгородского уезда Новгородской губернии.
С 1927 года, в составе Березницкого сельсовета Оредежского района.
В 1928 году население деревни Большие Березницы составляло 144 человека.
С 1930 года, в составе Мало-Березницкого сельсовета.
По данным 1933 года деревня Большие Березницы входила в состав Березницкого сельсовета Оредежского района, административным центром сельсовета была деревня Малые Березницы.
Деревня была освобождена от немецко-фашистских оккупантов 4 февраля 1944 года.
С 1954 года, в составе Заручьёвского сельсовета.
С 1959 года, в составе Лужского района.
В 1965 году население деревни Большие Березницы составляло 29 человек.
По данным 1966 года деревня Большие Березницы также входила в состав Заручьёвского сельсовета Лужского района.
По данным 1973 и 1990 годов деревня Большие Березницы входила в состав Приозёрного сельсовета.
По данным 1997 года в деревне Большие Березницы Приозёрной волости проживали 3 человека, в 2002 году — 11 человек (русские — 91 %).
В 2007 году в деревне Большие Березницы Ям-Тёсовского СП проживали 5 человек, в 2010 году — 13, в 2013 году — 10.

## География
Деревня расположена в восточной части района на автодороге 41А-004 (Павлово — Мга — Луга).
Расстояние до административного центра поселения — 20 км.
Расстояние до ближайшей железнодорожной станции Чолово — 26 км. 
Деревня находится на левом берегу реки Рыденка.

## Демография
| 1879 | 1909 | 1928 | 1965 | 1997 | 2007 | 2010 |
| ---- | ---- | ---- | ---- | ---- | ---- | ---- |
| 36   | ↗39  | ↗144 | ↘29  | ↘3   | ↗5   | ↗13  |
| 2013 | 2017 |      |      |      |      |      |
| ↘10  | ↘6   |      |      |      |      |      |

## Улицы
Деревенская.